# Campeonato Sul-Americano de Atletismo de 1999
A 40ª edição do Campeonato Sul-Americano de Atletismo foi o evento esportivo organizado pela CONSUDATLE em Bogotá no Colômbia no período de 25 a 27 de junho de 1999. Foram disputados 43 provas no campeonato, no qual participaram 260 atletas de 12 nacionalidades sendo uma convidada. Ao longo da competição 19 recordes do campeonato foram batidos, além de seis recordes sul-americano. 

## Medalhistas

### Masculino
| Evento                      | Ouro                                                                                             | Ouro        | Prata                                                                        | Prata       | Bronze                                                                        | Bronze      |
| --------------------------- | ------------------------------------------------------------------------------------------------ | ----------- | ---------------------------------------------------------------------------- | ----------- | ----------------------------------------------------------------------------- | ----------- |
| 100 metros                  | André da Silva · Brasil                                                                          | 10.06A      | Sebastián Keitel · Chile                                                     | 10.13A      | Heber Viera · Uruguai                                                         | 10.15A      |
| 200 metros                  | Édson Ribeiro · Brasil                                                                           | 20.54Aw     | Ricardo Roach · Chile                                                        | 20.59Aw     | Heber Viera · Uruguai                                                         | 20.76Aw     |
| 400 metros                  | Anderson Jorge dos Santos · Brasil                                                               | 45.39A      | John Mena · Colômbia                                                         | 46.16A      | Inácio Leão Filho · Brasil                                                    | 46.18A      |
| 800 metros                  | Hudson de Souza · Brasil                                                                         | 1:49.82A    | Flavio Godoy · Brasil                                                        | 1:50.00A    | José Luis Hincapié · Colômbia                                                 | 1:51.11A    |
| 1 500 metros                | Mauricio Ladino · Colômbia                                                                       | 3:49.95A    | Márcio da Silva · Brasil                                                     | 3:51.38A    | Alonso Pérez · Colômbia                                                       | 3:51.51A    |
| 5 000 metros                | Silvio Guerra · Equador                                                                          | 14:20.35A   | Franklin Tenorio · Equador                                                   | 14:34.21A   | Valdenor dos Santos · Brasil                                                  | 14:37.75A   |
| 10 000 metros               | Silvio Guerra · Equador                                                                          | 30:30.20A   | Vicente Chura · Peru                                                         | 30:55.24A   | Franklin Tenorio · Equador                                                    | 30:57.12A   |
| 20 km marcha atlética       | Sérgio Galdino · Brasil                                                                          | 1:31:01.68A | Nixon Zambrano · Colômbia                                                    | 1:32:49.76A | Mário dos Santos · Brasil                                                     | 1:33:50.59A |
| 110 metros barreiras        | Luiz André Balcers · Brasil                                                                      | 13.76A      | Paulo Villar · Colômbia                                                      | 14.31A      | Márcio de Souza · Brasil                                                      | 14.37A      |
| 400 metros barreiras        | Eronilde de Araújo · Brasil                                                                      | 49.13A      | Cleverson da Silva · Brasil                                                  | 49.50A      | Llimy Rivas · Colômbia                                                        | 50.41A      |
| 3.000 metros com obstáculos | Pablo Ramírez · Equador                                                                          | 9:11.21A    | Giovanni Morejón · Bolívia                                                   | 9:16.10A    | Diego Grisales · Colômbia                                                     | 9:19.79A    |
| 4×100 metros estafetas      | Brasil · Raphael de Oliveira · Claudinei da Silva · Édson Ribeiro · André da Silva               | 38.46A      | Argentina · Iván Altamirano · Gabriel Simón · Guillermo Cacián · Carlos Gats | 39.96A      | Chile · Ricardo Roach · Fabián Aguilera · Rodrigo Roach · Juan Pablo Faúndez  | 39.98A      |
| 4×400 metros estafetas      | Brasil · Eronilde de Araújo · Anderson Jorge dos Santos · Inácio Leão Filho · Cleverson da Silva | 3:02.09A    | Colômbia · John Mena · Llimy Rivas · Alexander Mena · Julio César Rojas      | 3:04.52A    | Argentina · Gustavo Aguirre · Carlos Gats · Guillermo Cacián · Damián Spector | 3:08.53A    |
| Salto em altura             | Fabrício Romero · Brasil                                                                         | 2.26A =     | Gilmar Mayo · Colômbia                                                       | 2.26A       | Erasmo Jara · Argentina                                                       | 2.21A       |
| Salto à vara                | Ricardo Diez · Venezuela                                                                         | 5.20A       | Javier Benítez · Argentina                                                   | 5.00A       | Cristián Aspillaga · Chile                                                    | 5.00A       |
| Salto em comprimento        | Lewis Asprilla · Chile                                                                           | 7.96A       | Cláudio Novaes · Brasil                                                      | 7.78A       | Sérgio dos Santos · Brasil                                                    | 7.77A       |
| Salto triplo                | Anísio Silva · Brasil                                                                            | 16.48A      | Johnny Rodríguez · Venezuela                                                 | 16.45Aw     | Sérgio dos Santos · Brasil                                                    | 16.20A      |
| Arremesso de peso           | Édson Miguel · Brasil                                                                            | 17.86A      | Marco Antonio Verni · Chile                                                  | 17.83A      | Jhonny Rodríguez · Colômbia                                                   | 16.97A      |
| Lançamento de disco         | Marcelo Pugliese · Argentina                                                                     | 59.23A      | Julio Piñero · Argentina                                                     | 57.92A      | João dos Santos · Brasil                                                      | 55.82A      |
| Lançamento do martelo       | Juan Cerra · Argentina                                                                           | 72.09A      | Eduardo Acuña · Peru                                                         | 64.52A      | Adrián Marzo · Argentina                                                      | 64.09A      |
| Lançamento do dardo         | Nery Kennedy · Paraguai                                                                          | 78.89A      | Luis Lucumí · Colômbia                                                       | 73.58A      | Luiz Fernando da Silva · Brasil                                               | 73.57A      |
| Decatlo                     | Santiago Lorenzo · Argentina                                                                     | 7344A       | Édson Bindilatti · Brasil                                                    | 7196A       | Diógenes Estévez · Venezuela                                                  | 7135A       |

### Feminino
| Evento                   | Ouro                                                                               | Ouro       | Prata                                                                             | Prata      | Bronze                                                                          | Bronze     |
| ------------------------ | ---------------------------------------------------------------------------------- | ---------- | --------------------------------------------------------------------------------- | ---------- | ------------------------------------------------------------------------------- | ---------- |
| 100 metros               | Lucimar de Moura · Brasil                                                          | 11.17A     | Mirtha Brock · Colômbia                                                           | 11.44A     | Kátia de Jesus Santos · Brasil                                                  | 11.59A     |
| 200 metros               | Lucimar de Moura · Brasil                                                          | 22.60A     | Felipa Palacios · Colômbia                                                        | 22.97A     | Cleide Amaral · Brasil                                                          | 23.74A     |
| 400 metros               | Norfalia Carabalí · Colômbia                                                       | 52.92A     | Ana Paula Pereira · Brasil                                                        | 53.56A     | Lorena de Oliveira · Brasil                                                     | 54.73A     |
| 800 metros               | Luciana Mendes · Brasil                                                            | 2:05.62A   | Janeth Lucumí · Colômbia                                                          | 2:06.51A   | Marlene Moreira · Brasil                                                        | 2:08.70A   |
| 1 500 metros             | Bertha Sánchez · Colômbia                                                          | 4:35.72A   | Fabiana Cristine da Silva · Brasil                                                | 4:37.68A   | Célia dos Santos · Brasil                                                       | 4:41.73A   |
| 5 000 metros             | Stella Castro · Colômbia                                                           | 16:45.63A  | Bertha Sánchez · Colômbia                                                         | 17:02.89A  | Erika Olivera · Chile                                                           | 17:15.17A  |
| 10 000 metros            | Stella Castro · Colômbia                                                           | 34:30.92A  | Erika Olivera · Chile                                                             | 34:45.70A  | Sonia Calizaya · Bolívia                                                        | 36:17.45A  |
| 20 km marcha atlética    | Miriam Ramón · Equador                                                             | 1:39:27.0A | Geovana Irusta · Bolívia                                                          | 1:39:42.0A | Cristina Bohórquez · Colômbia                                                   | 1:43:49.5A |
| 100 metros com barreiras | Maurren Maggi · Brasil                                                             | 13.05A     | Verónica Depaoli · Argentina                                                      | 13.45A     | Princesa Oliveros · Colômbia                                                    | 13.49A     |
| 400 metros com barreiras | Ana Paula Pereira · Brasil                                                         | 58.06A     | Luciana França · Brasil                                                           | 58.55A     | Princesa Oliveros · Colômbia                                                    | 58.77A     |
| 4×100 metros estafetas   | Colômbia · Mirtha Brock · Felipa Palacios · Patricia Rodríguez · Norfalia Carabalí | 44.12A     | Equador · Martha González · Maritza Valencia · Zulay Nazareno · Ondina Rodríguez  | 48.13A     |                                                                                 |            |
| 4×400 metros estafetas   | Colômbia · Patricia Rodríguez · Norma González · Mirtha Brock · Norfalia Carabali  | 3:32.74A   | Brasil · Ana Paula Pereira · Lorena de Oliveira · Luciana Mendes · Luciana França | 3:37.88A   | Equador · Martiza Valencia · Zulay Nazareno · Mercy Colorado · Ondina Rodríguez | 3:49.05A   |
| Salto em altura          | Luciane Dambacher · Brasil                                                         | 1.87A      | Glaucia da Silva · Brasil                                                         | 1.81A      | Catherine Ibargüen · Colômbia                                                   | 1.76A      |
| Salto à vara             | Alejandra García · Argentina                                                       | 4.30A      | Déborah Gyurcsek · Uruguai                                                        | 3.75A      | Fabiana Murer · Brasil                                                          | 3.70A      |
| Salto em comprimento     | Maurren Maggi · Brasil                                                             | 7.26A      | Luciana Alves dos Santos · Brasil                                                 | 6.81A      | Gilda Massa · Peru                                                              | 6.68Aw     |
| Salto triplo             | Luciana Alves dos Santos · Brasil                                                  | 13.90A     | Mónica Falcioni · Uruguai                                                         | 13.57A     | Andrea Ávila · Argentina                                                        | 13.57A     |
| Arremesso de peso        | Elisângela Adriano · Brasil                                                        | 19.02A     | Alexandra Amaro · Brasil                                                          | 15.21A     | Marianne Berndt · Chile                                                         | 15.00A     |
| Lançamento de disco      | Elisângela Adriano · Brasil                                                        | 60.27A     | Luz Dary Castro · Colômbia                                                        | 50.95A     | Liliana Martinelli · Argentina                                                  | 49.11A     |
| Lançamento do martelo    | Karina Moya · Argentina                                                            | 60.69A     | María Eugenia Villamizar · Colômbia                                               | 58.26A     | Josiane Soares · Brasil                                                         | 57.23A     |
| Lançamento do dardo      | Sabina Moya · Colômbia                                                             | 58.81A     | Sueli dos Santos · Brasil                                                         | 58.16A     | Zuleima Araméndiz · Colômbia                                                    | 55.77A     |
| Heptatlo                 | Euzinete dos Reis · Brasil                                                         | 5741A      | Elizete da Silva · Brasil                                                         | 5669A      | Flor Robledo · Colômbia                                                         | 5474A      |

## Quadro de medalhas
| Ordem | País      | Medalha de ouro | Medalha de prata | Medalha de bronze | Total |
| ----- | --------- | --------------- | ---------------- | ----------------- | ----- |
| 1     | Brasil    | 23              | 14               | 15                | 52    |
| 2     | Colômbia  | 8               | 12               | 11                | 31    |
| 3     | Argentina | 5               | 4                | 5                 | 14    |
| 4     | Equador   | 4               | 2                | 2                 | 8     |
| 5     | Chile     | 1               | 4                | 4                 | 9     |
| 6     | Venezuela | 1               | 1                | 1                 | 3     |
| 7     | Paraguai  | 1               | 0                | 0                 | 1     |
| 8     | Uruguai   | 0               | 2                | 2                 | 4     |
| 9     | Peru      | 0               | 2                | 1                 | 3     |
| 9     | Bolívia   | 0               | 2                | 1                 | 3     |

## Participantes
Um total de 260 atletas de 12 nacionalidades participaram do evento.
| - Angola (1) – convidado - Argentina (26) - Bolívia (4) - Brasil (65) - Chile (25) - Colômbia (59) – anfitrião | - Equador (23) - Panamá (4) - Paraguai (1) - Peru (17) - Uruguai (12) - Venezuela (23) |

Legenda
| Recorde mundial       | Recorde mundial (World record)               |                       | Recorde africano                      | Recorde africano (African) |                                           | Q | Classificado por posição (Qualified) |
| Recorde do campeonato | Recorde do campeonato (Championship record)  | Recorde da América    | Recorde da América (Americas)         | q                          | Classificado por melhor tempo (Qualified) |   |                                      |
| Melhor marca do ano   | Melhor marca do ano (World leading)          | Recorde asiático      | Recorde asiático (Asian)              | DNS                        | Não largou (Did not start)                |   |                                      |
| Recorde nacional      | Recorde nacional (National record)           | Recorde europeu       | Recorde europeu (European)            | DNF                        | Não terminou (Did not finish)             |   |                                      |
| Recorde pessoal       | Recorde pessoal do atleta (Personal best)    | Recorde da Oceania    | Recorde da Oceania (Oceania)          | DSQ / DQ                   | Desclassificado (Disqualified)            |   |                                      |
| Recorde da temporada  | Recorde da temporada do atleta (Season best) | Recorde sul-americano | Recorde sul-americano (South America) | NM                         | Sem marca (No mark)                       |   |                                      |